# واسیلیس اسپانولیس
واسیلیس اسپانولیس (یونانی: Βασίλης Σπανούλης؛ زادهٔ ۷ اوت ۱۹۸۲) یک بازیکن بسکتبال اهل یونان است. 
از باشگاه‌هایی که در آن بازی کرده‌است می‌توان به هیوستون راکتس، باشگاه بسکتبال المپیاکوس، و تیم ملی بسکتبال یونان اشاره کرد.